# Mano. Der Junge, der nicht wusste, wo er war
Mano. Der Junge, der nicht wusste, wo er war ist ein Jugendbuch von Anja Tuckermann, das auf Tatsachen basiert. Es erzählt vom Schicksal des Sintojungen Mano, der mehrere Konzentrationslager und einen Todesmarsch überlebt hat und am Ende des Zweiten Weltkrieges zufällig nach Frankreich geraten ist. Die Erstausgabe erschien 2005 im Carl Hanser Verlag.

## Inhalt
Der etwa elfjährige Mano und sechs andere Jungen haben einen Todesmarsch überlebt. Mit anderen Kindern nachts zwischen Stacheldrahtzäunen eingesperrt, haben sie sich im April 1945 unter diesen Zäunen durchgegraben, aber es sind nicht alle durch den von ihnen gegrabenen Tunnel entflohen. Die es geschafft haben, sind so den SS-Männern entkommen, die sie bewacht haben. Sie treffen auf russische Panzersoldaten, die in das besiegte Deutschland einmarschieren, und stellen fest, dass sie weder von diesen noch von den Deutschen etwas zu befürchten haben. So beschließen sie, sich in Richtung ihrer Heimat aufzumachen.
Mano gehört der Familie Höllenreiner an, die ihren Wohnsitz in München-Giesing hat. Die Männer in der Familie haben vor der Deportation 1943 meist als Schausteller oder Pferdehändler gearbeitet, so auch der Vater von Manos Cousin Manfred, der ebenfalls zu der Kindergruppe gehört. Manfred ist geschwächt durch die Zwangssterilisation, die Joseph Mengele an ihm vorgenommen hat. Doch im Gegensatz zu ihm hat Mano, der außerdem unter Hungerödemen und Beinverletzungen leidet,  das Fahrradfahren nie richtig gelernt. Auf gestohlenen Fahrrädern bewegen sich Manfred und die übrigen Jungen Richtung Süden. Mano, der zu Fuß kaum folgen kann, wird schließlich von einem Fuhrwerk mitgenommen, auf dem französische KZ-Überlebende in ihre Heimat zu gelangen versuchen. Er ist offenbar dermaßen geschwächt, dass er gar nicht mitbekommt, dass seine Begleiter auf ihren Fahrrädern dem Fahrzeug irgendwann nicht mehr folgen können. Sie werden später zu Hause in München erzählen, dass Mano möglicherweise nach Frankreich geraten ist.
Eine Frau namens Élise nimmt sich seiner an; auch ein Mann kümmert sich um ihn. Als die beiden erfahren, dass Mano ein Deutscher ist, warnen sie ihn eindringlich davor, dies je wissen zu lassen. Er soll jetzt als französischer Jude gelten. Eine Fotografie seines Vaters in Wehrmachtsuniform, die Mano von diesem noch im KZ Sachsenhausen erhalten hat und die ihn in Deutschland schützen sollte, wird unter den Franzosen zur Gefahr. Der Mann auf dem Wagen zerreißt sie.
Tuckermann flicht, in abgesetzter Typographie, immer wieder Kommentare des Jungen zum Geschehen in ihren erzählenden Text ein. „jetzt [sic!] ist von meinem Tata nichts mehr übrig“, ist Manos Reaktion auf die Zerstörung des Bildes. Immer noch in der Obhut seiner Begleiterin Élise Carrée, die aus dem KZ Neustadt-Glewe befreit worden ist, wird er im Stalag VI B in Versen registriert, wo er nichts als seinen Namen Mano angibt und vorgibt, sich an nichts sonst erinnern zu können, und wird per Flugzeug und Zug nach Frankreich transportiert. In einer Empfangsstation außerhalb von Paris trennen sich ihre Wege. Élise Carrée hat bei der Registrierung angegeben, der Junge stamme wahrscheinlich aus der Gegend von Marseille und sie meine, ihn von früher her zu kennen. Mit ihr weiterfahren kann er aber nicht. So nimmt schließlich Madame Joséphine Fouquet, die in der Station arbeitet, ihn mit zu sich nach Hause. Sie kann sich mit ihm auf Deutsch verständigen, da sie ursprünglich aus Ingersheim im Elsass stammt.
Mano bleibt zunächst bei der Familie Fouquet, die in einer Zweizimmerwohnung in der Rue du Pré St. Gervais 35 in Pantin wohnt. Joséphine Fouquet, meist Fifine genannt, hat mit ihrem Mann Félix einen Sohn namens Paul, der einige Jahre älter ist als Mano und an den dieser sich in den nachfolgenden Wochen schnell anschließt. Zunächst muss das nahezu verhungerte und völlig verwahrloste Kind jedoch versorgt und aufgepäppelt werden. Die Fouquets, die während des Krieges in der Résistance tätig waren, haben damit bereits Erfahrung, da Fifines Neffe André bereits aus Buchenwald zurückgekommen ist. Beim Baden entdecken sie die Tätowierung „Z 3526“ auf Manos Arm und erfahren, dass er in den Konzentrationslagern Auschwitz, Ravensbrück und Sachsenhausen interniert war. Mano ist nicht nur körperlich in miserablem Zustand, sondern darüber hinaus auch schwer traumatisiert.
Mano wird schnell in die Familie Fouquet integriert, beginnt französisch zu sprechen und verbirgt nach wie vor seine Vergangenheit, aus Angst, auch diese Zuflucht noch zu verlieren, und in der Vorstellung, dass von seinen Anverwandten keiner mehr lebt. Die Versorgung des Kindes ist für Familie Fouquet schwierig. Mano wird zwar als Rückkehrer registriert und erhält eine Empfangsprämie, jedoch keine weitere Entschädigung, da er in keine der vorgesehenen Kategorien passt. Schließlich sucht Fifine Unterstützung beim Hilfsdienst für Deportierte in Paris. Madame Madeleine Marcheix-Thoumyre organisiert Manos Aufnahme in einem Ferienlager auf dem Land, in der Nähe von Cernay-la-Ville. Mano, der mit Pferden und anderen Tieren aufgewachsen ist, verspürt zwar eine gewisse Erleichterung, wenn er z. B. im Garten einer Amsel seine Befürchtungen anvertraut, dass er keine Familie mehr hat, verhält sich aber gegenüber den anderen Kindern extrem aggressiv, insbesondere, wenn sie ihn als Deutschen beschimpfen. Auch fällt den Betreuern auf, dass er sich nicht traut, nachts auf die Toilette zu gehen, weil seit seiner Lagerzeit die Angst vor einem draußen stehenden SS-Mann in ihn eingebrannt ist.
Als er im August 1945 von Madame Marcheix-Thoumyre wieder abgeholt wird, vertraut er ihr immerhin an, dass er sich erinnere, eine Schwester namens Lili gehabt zu haben. Doch über seine Eltern und seine Herkunft aus Deutschland äußert er sich weiterhin nicht. Madame Fouquet gibt ihn, da sie arbeiten muss, stundenweise in einen Kinderhort, wo es wieder Probleme mit den anderen Kindern gibt. Mano pflegt auch dann noch auf Kinder, die ihn gehänselt haben, einzutreten, wenn diese schon wehrlos am Boden liegen. Schließlich muss der Versuch mit dem Hort aufgegeben werden und Mano wird stattdessen von Félix Fouquets Schwester Lucienne und deren Mann André Knepper betreut. Knepper bringt Mano das Briefmarkensammeln bei, damit der Junge eine Beschäftigung hat. Dabei stellt er fest, dass der Junge so gut wie gar nicht lesen kann.
Als Mano von Fifine Fouquet erfährt, dass diese, in der Zeit des Ersten Weltkriegs, auch fern ihrer Heimat und viele Jahre lang von ihrer Familie getrennt leben musste, ist er drauf und dran, über seine Herkunft zu sprechen. Doch die Angst, dann überhaupt niemanden mehr auf der Welt zu haben, lässt ihn dann doch weiter schweigen. Fifine Fouquet, die um seine Schulausbildung besorgt ist, wendet sich wieder an Madame Marcheix-Thoumyre, die vorschlägt, ihn vor dem Schulbesuch erst in einem Krankenhaus gründlich untersuchen zu lassen. Mano wird also – unter dem Namen André Manot – stationär in einer Einrichtung aufgenommen, in der er in tiefste Verzweiflung gerät: Wieder wird er, sowohl von den Mitpatienten als auch vom Personal, als Deutscher diskriminiert und misshandelt. Außerdem kann er vor Ekel nichts mehr essen, nachdem er festgestellt hat, dass sein Bettnachbar Fäkalien zu essen pflegt. Überdies wird er mit Elektroschocks behandelt, unter denen er sehr leidet. Nachdem er den Fouquets gegenüber, als diese ihn besuchten, geäußert hat, dass er in diesem Krankenhaus sicher über kurz oder lang sterben werde, bemühen sich diese zusammen mit Madame Marcheix-Thoumyre, eine Lösung zu finden. Dr. Heuyer, der behandelnde Arzt, ist vom Sinn seines Tuns fest überzeugt. Es muss erst eine medizinische Kapazität gefunden werden, von der er sich überzeugen lässt. Zum Glück gelingt dies dem Dr. Lallemant, und Mano kann zu den Fouquets zurückkehren. Doch immer noch steht die Frage im Raum, wo er denn endgültig bleiben soll. Lucienne und André Knepper spielen mit dem Gedanken, den Jungen zu adoptieren, doch man hofft ja noch, etwas über seine Vergangenheit zu erfahren.
Dr. Lallemant plädiert dafür, ihn erst einmal zur Erholung nach Saint-Maur-les-Fosses in das Sanatorium des Monsieur Maret zu schicken. Wieder gibt es dort Probleme mit den anderen Kindern, wieder fällt Manos Angst auf, nachts den Schlafsaal zu verlassen, um auf die Toilette zu gehen. Monsieur Maret erfährt schließlich von einigen Szenen auf dem Todesmarsch, die sich in Manos Gedächtnis eingebrannt haben, und ist entsetzt.
Unterdessen, im Oktober 1945, verschickt das Central Tracing Bureau der UNRRA eine erste Suchanfrage nach Mano, die von dessen Vater in München in die Wege geleitet wurde. Die Fouquets bereiten Mano inzwischen, als sie ihn im Sanatorium besuchen, darauf vor, dass Madame Marcheix-Thoumyre vielleicht wohlhabendere Adoptiveltern für ihn finden könnte als das Ehepaar Knepper. Um über seine Vergangenheit etwas in Erfahrung zu bringen, gibt Madame Marcheix-Thoumyre jetzt auch eine Suchmeldung im Radio durch.
Mano verbringt Weihnachten im Sanatorium, das allmählich nicht mehr so dicht belegt ist. Einige der Kinder können wieder mit ihren vermissten Eltern zusammengeführt werden, andere sollen adoptiert werden. Anfang 1946, mittlerweile sucht auch das Bayerische Rote Kreuz über das Radio nach Mano, kommt Madame Marcheix-Thoumyre mit einem wohlhabenden Ehepaar, das an einer Adoption interessiert ist, ins Sanatorium. Paulette und Pierre Chassagny entscheiden sich tatsächlich für Mano. Doch vorläufig übersiedelt der Junge erst zu Madame Marcheix-Thoumyre. Diese versucht, ihm etwas Erziehung angedeihen zu lassen, und stattet ihn mit neuen Kleidern aus. Sie nimmt ihn auch oft zu ihrer Arbeit beim Hilfsdienst für Verschleppte mit. Obwohl Mano dabei erfährt, dass man nur relativ wenige Informationen brauche, um mit einer Suche nach vermissten Personen zu beginnen, schweigt er weiterhin über seine Herkunft. In der Wohnung seiner Gastgeberin verkehren zahlreiche Bekannte, die während der Besatzungszeit in der Résistance waren und nun zum Teil prominent sind. Mano lernt unter anderem Charles de Gaulle und Lucie Aubrac kennen, die ihren Mann dreimal aus dem Gefängnis befreien konnte. Madame Marcheix-Thoumyre ihrerseits hat im Krieg Jacques Vendroux versteckt, der nun Abgeordneter im Parlament ist. Immer noch bemüht, etwas über Manos Vergangenheit in Erfahrung zu bringen, lässt sie den Jungen von Georges de Caunes beim Radiosender France Inter interviewen. Auch Paul Fouquet nimmt an diesem Gespräch teil.
Im Frühjahr wird Mano auf eine Kurzreise in die Nähe von Marseille mitgenommen. Dort erwähnt er sowohl Deutschland als auch München. Auf einer anderen Reise verrät er, dass er sich mit Pferden und anderen Tieren gut auskennt. Gleichzeitig mit diesen Erkenntnissen über seine Vergangenheit wird aber die Adoption durch die Chassagnys vorangetrieben. Da er den Berufswunsch Soldat oder Kapitän geäußert hat, will Pierre Chassagny ihn die Kadettenschule in Le Havre besuchen lassen. Zur Vorbereitung wird Mano um Ostern 1946 dort bei dem kinderlosen Ehepaar Odile und Auguste Chevrier in der Rue du Docteur Cousture 46 untergebracht, jetzt unter dem Namen André Mannot. Seiner Nachhilfelehrerin erklärt er, dieser Name stamme aus Ungarn und Mano sei von Emmanuel abzuleiten. Odile und Auguste Chevrier bemühen sich sehr um den Jungen, und er findet in seinem Schulkameraden Pierre auch einen guten Freund. Dennoch fühlt sich Mano, der nun auch Klavierunterricht bekommt, nicht wohl und flieht einmal auch von Le Havre nach Paris.
Johann Höllenreiner lässt unterdes nicht ab, weiter nach seinem Sohn zu suchen. Am 21. März 1946 schickt er an das Hauptquartier der UNRRA eine Zusammenfassung über die letzten Augenzeugenberichte von Manos Verschwinden und eine Personenbeschreibung. Sein Sohn trage die Nummer Z 3526 auf dem linken Unterarm, sei schmächtig und dunkelblond, habe schlechte Zähne, eine kleine Narbe über dem linken Ohr und eine schlechte Aussprache, da er mit der Zunge anstoße. Auch sei er leicht erregbar.
Madame Marcheix-Thoumyre, von den Chevriers telefonisch alarmiert, steht bereits am Bahnsteig in Paris, als der Zug einfährt, mit dem Mano aus Le Havre geflohen ist. Sie gesteht ihm zu, dass er zwei Wochen bei ihr bleiben darf, wenn er sich bei den Chevriers entschuldigt, und nimmt ihn in dieser Zeit mit in den Zirkus Medrano auf dem Montmartre. Als ein Dompteur die Manege betritt, ruft der Junge plötzlich aus, dieser Mann sehe aus wie sein Papa. Auf Nachfragen erklärt er, sein Vater habe auch einmal als Artist beim Zirkus gearbeitet, wahrscheinlich beim Zirkus Krone in München. Auch sein Großvater sei Artist gewesen. Er erinnere sich außerdem an Elefanten.
Madame Marcheix-Thoumyre lässt Manos Urlaub von den Chevriers verlängern, um ihn zur Hochzeit von Geneviève de Gaulle und Bernard Anthonioz in Bossey mitnehmen zu können. Wieder zurück in Le Havre, gerät Mano auf dem Schulhof erneut in Schwierigkeiten, als er als Deutscher beschimpft wird. Die Chevriers und Madame Marcheix-Thoumyre, die seine Tätowierung noch nicht richtig deuten können, hegen die Vermutung, dass er zu medizinischen Experimenten missbraucht wurde und dies vielleicht zu seiner leichten Erregbarkeit und seinen Konzentrationsschwierigkeiten beigetragen habe. Unterdessen wird Mano mehrfach in ein Lager mit deutschen Gefangenen gebracht, um SS-Männer zu identifizieren. Immer noch kämpft er mit der Frage, ob er nicht doch besser die Wahrheit über seine Vergangenheit sagen soll. Irgendwann schreibt er unwillkürlich den Namen seines Vaters, Johann Höllenreiner, auf sein Löschblatt. Als sein Gastgeber nachfragt, erklärt er, Höllenreiner sei ein Freund seines Vaters gewesen und habe mit Pferden gehandelt.

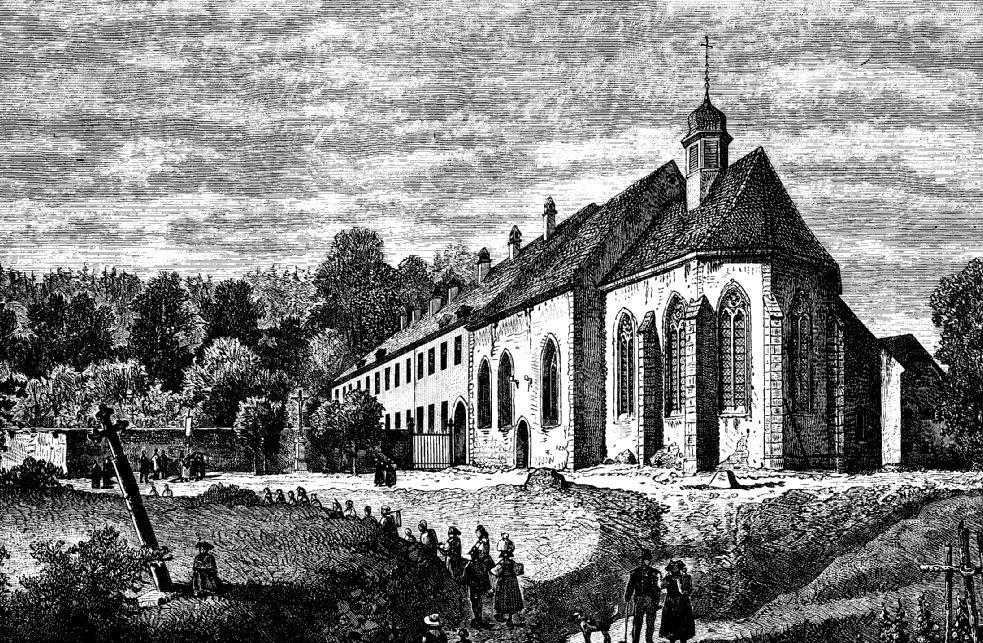
Die Wallfahrtskapelle Trois-Épis

Im Sommer darf Mano nach Pantin zurück. Die Fouquets unternehmen mit ihm Ausflüge nach Paris und Madame Marcheix-Thoumyre kümmert sich um seine gesundheitlichen Probleme. Er hat eine leichte Skoliose, seine Mandeln sollen herausgenommen werden und eine Brille braucht er auch. Nach der Mandeloperation geht es in die Ferien nach Ingersheim. In der Wallfahrtskapelle Drei Ähren hört Mano das Vaterunser in deutscher Sprache und wird plötzlich von Erinnerungen übermannt. Er meint, er habe diesen Text in der Schule gelernt, und behauptet jetzt, sein Vater heiße Johann Fischer und er habe in München gewohnt.
Die Ferien werden jäh unterbrochen, als Luciennes und Félix’ Mutter stirbt. Mano nimmt an der Beerdigung teil und hält sich anschließend einige Tage bei Madame Marcheix-Thoumyre auf, die vorhat, nach Deutschland zu fahren. Er bittet sie, nach den Brüdern Höllenreiner in der Deisenhofener Straße in München zu suchen. Sie lässt ihn noch einmal medizinisch untersuchen, um genauere Aufschlüsse über sein Alter und seine Herkunft zu bekommen. Er wird als zwölfjähriger ungarischer Transsilvaner eingestuft. Kurz darauf kehrt er nach Le Havre zurück. Die Chassagnys haben mittlerweile alle Papiere beisammen, um den Jungen zu adoptieren, und wollen dies in den nächsten Ferien in Neuilly tun.
Am 23. Oktober 1946 teilt Madame Marcheix-Thoumyre den Chevriers brieflich mit, dass Manos zukünftige Adoptiveltern bei einem Zusammenstoß ihrer Yacht mit einem Dampfer ums Leben gekommen sind. An Mano schreibt sie, dass im Zirkus Krone kein Johann Fischer bekannt sei, dass Manos Vater vielleicht eher im Zirkus Fischer gearbeitet habe und dass ihr Schreiben an die Brüder Höllenreiner als unzustellbar zurückgekommen sei.
Mano, der nun annehmen muss, keine engeren Verwandten mehr zu haben, beschließt daraufhin, mit einem Lächeln auf den Wunsch der Chevriers zu reagieren, ihn nun ihrerseits zu adoptieren. Aber bei einem Besuch im November 1946 erklärt Madame Marcheix-Thoumyre, auch sie habe Interesse daran, Mano zu adoptieren. Außerdem warte sie immer noch auf die Antworten auf einige ihrer Suchanfragen zu seinen Verwandten.
Kurz darauf stellt sich der Erfolg ein: Jean L. Bailly, der Direktor der Kindersuchabteilung der UNRRA, verfasst einen ausführlichen Bericht über die Schicksale der Familie Höllenreiner, die von Tatiana Albova rekonstruiert worden seien. Es bestehe kein Zweifel daran, dass die Eltern Manos gefunden und bei guter Gesundheit seien. Madame Marcheix-Thoumyre wird verständigt, dass Bailly nach Frankreich kommen und den Jungen abholen werde.
Die Chevriers sind darüber alles andere als erfreut, Pierres Mutter, Madame Carron, ist überglücklich, dass Manos Odyssee ein glückliches Ende zu nehmen scheint, und Mano selbst ist hin- und hergerissen. Er hat Angst, die Meldung könne falsch sein und er werde wieder ins Unbekannte verstoßen. Seine Gastgeber in Le Havre schlagen ihm vor, zu behaupten, auf den Fotos, die ihm nun sicherlich vorgelegt würden, seien nicht seine Eltern zu sehen. Mano nickt dazu. Doch als Bailly ihm Bilder vorlegt und ihn befragt, ist schnell klar, dass die Familie wirklich wieder zusammengefunden hat. Mano verbringt noch zwei Tage mit den Fouquets und mit Madame Marcheix-Thoumyre und wird dann, begleitet von der Kriegsberichterstatterin Thérèse Bonney und einem weiteren Journalisten, in einem Jeep nach Deutschland zurückgebracht. Am 13. Dezember 1946 trifft Mano seine Eltern und seine Schwester wieder.
Das Wiedersehen wird von der Presse ausgeschlachtet, ein großes Fest wird gefeiert, und Mano wird in den folgenden Wochen und Monaten von den Eltern ausgiebig verwöhnt. Wieder verhält er sich, mit der Situation überfordert, vor allem anderen Kindern gegenüber nicht gerade regelkonform. Schließlich fügt sich seine Schwester Lili selbst eine Beule am Kopf zu und behauptet, Mano sei der Schuldige. Erst am nächsten Tag gibt sie zu, dass dem nicht so ist.
Sowohl die Fouquets als auch die Chevriers sind an Manos weiteren Schicksalen interessiert, schicken Fotos und fragen brieflich nach seinem Wohlergehen. Mano antwortet auch, doch schläft der Briefwechsel bald ein und aus einem Besuch der Familie Höllenreiner in Frankreich wird nichts.
Die Erzählung endet mit dem Zitat der Einstellung des Suchauftrags durch das Deutsche Rote Kreuz vom 22. April 1947.

## Rezeption
Andrea Lüthi kommentierte das Werk mit folgenden Worten: „Das glückliche Ende und der Spannungsbogen lassen kaum vermuten, dass der Roman auf tatsächlichen Begebenheiten beruht.“ Tuckermann erzähle „sachlich und geradlinig“ und verzichte auf Rührseligkeit. Anerkennung zollte Lüthi der Autorin für den Respekt gegenüber den geschilderten Personen, der sich darin ausdrücke.
Friedmann Harzer meinte, Tuckermanns Buch über Hugo Höllenreiners KZ-Schicksale einschließlich Sterilisationsversuch durch Mengele sei das im Literaturbetrieb im Vergleich zu Mano erfolgreichere Buch und mute der Leserschaft mehr zu. Mano, der Junge, der nicht wusste, wo er war, enthalte ja immerhin auch positive Helferfiguren und einen klassischen Heimkehrplot. Er weist auf die unterschiedliche Behandlung der Perspektive in den beiden Büchern hin. In Denk nicht, wir bleiben hier! sehe der Leser das Geschehen eigentlich immer durch Hugo Höllenreiners Kinderaugen, während Mano ein auktorial erzähltes erstes Kapitel habe. Die danach folgenden sieben Kapitel, jeweils eingeleitet mit dem Namen einer wichtigen Figur des Buches, seien personal erzählt. Trotz der sieben inneren Monologe der Helferfiguren, mit denen die einzelnen Teile der Erzählung beginnen, bleibe auch hier die Sicht der Hauptperson die entscheidende Perspektive.

## Reale Hintergründe
Tuckermanns Buch ist mit zahlreichen Fotografien illustriert. Darüber hinaus enthält es Zitate und Abbildungen aus dem Schriftverkehr der Institutionen, die an der Suche nach dem verschwundenen Jungen und seiner Rückführung nach München beteiligt waren. In all diesen Dokumenten wird das Kind, soweit es nicht „Mano“, „Manot“ oder „Mannot“ genannt wird, mit dem Namen „Franz-Josef Höllenreiner“ bezeichnet. Geboren wurde Franz-Josef Höllenreiner laut diesen Dokumenten am 19. Oktober 1933 als Kind des Ehepaares Johann Baptist und Margarethe (oder Margarete) Höllenreiner in Hagen. Der Zeitzeuge, der offenbar das Urbild von Tuckermanns Mano war, wird aber sonst in der Regel unter dem Namen Hermann Höllenreiner zitiert.
Der Cousin Manfred, mit dem er zu Beginn der Erzählung unterwegs ist, war der ältere Bruder von Hugo Höllenreiner.
Die Bildlegende zu Abbildung 22 informiert den Leser darüber, dass Mano Höllenreiner und Paul Fouquet einander erst 60 Jahre später wiedersahen und dieser erneute Kontakt im Zuge der Recherchen für Tuckermanns Buch zustande gekommen sei.

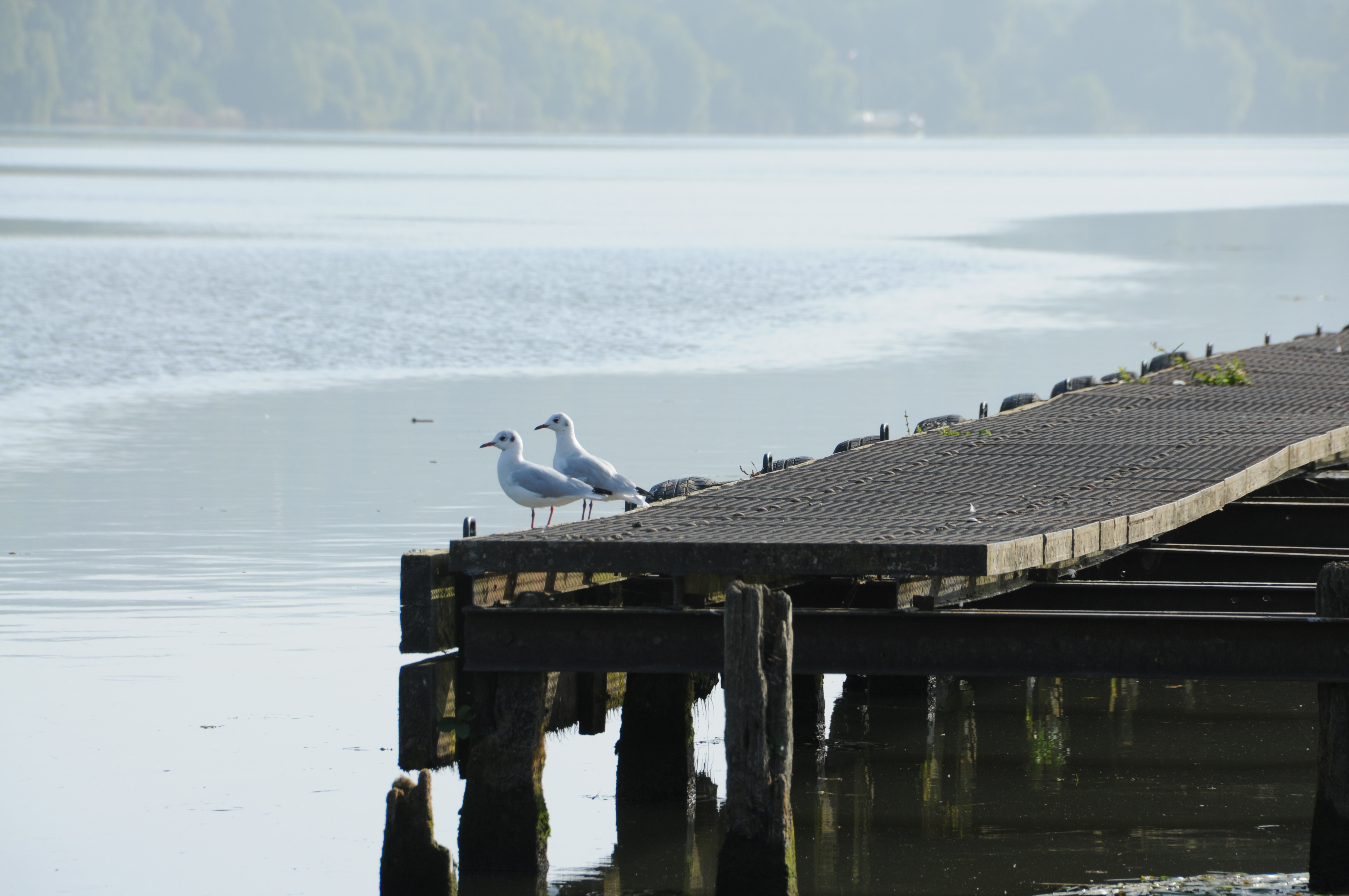
Die Seine in Les Mureaux

Manos Adoptivvater in spe hieß mit vollem Namen Pierre Louis Gustave Chassagny. Er wurde am 18. Mai 1901 in Paris geboren und kam am 14. September 1946 in Les Mureaux ums Leben.
Madame Marcheix-Thoumyre wurde als Madeleine Thoumyre am 13. September 1902 in Dieppe geboren und starb am 28. August 1981 in Groslay. Sie war bereits verwitwet, als sie sich um Mano Höllenreiner kümmerte: Ihr Ehemann Antonin Laurent Marcheix war am 20. Januar 1888 geboren worden und am 23. Dezember 1940 in Tonkin gestorben. Er war Chefingenieur für Brücken- und Straßenbau und der Direktor der Société des Charbonnages du Tonkin gewesen.

## Ausgabe
- Anja Tuckermann: Mano. Der Junge, der nicht wusste, wo er war. München 2008, ISBN 978-3-446-23099-6.